# Sint-Nicolaasdag
Sint-Nicolaasdag is de naamdag van de heilige Nicolaas van Myra op 6 december. In de kerken van het oosters christendom die de juliaanse kalender volgen, komt dit overeen met 19 december op de gregoriaanse kalender. De dag wordt in verschillende vormen feestelijk gevierd in een groot deel van Europa. In Nederland, de voormalige koloniën van Nederland en in Vlaanderen is het bekend als het sinterklaasfeest met Sinterklaas en Zwarte Piet.
Als heilige in het oosters christendom werd Nicolaas aanvankelijk alleen in het oosten van Europa geëerd, in het bijzonder in Griekenland en Rusland. Omdat Sint-Nicolaas de schutspatroon van de zeevaarders was, kreeg hij ook in de West-Europese kustnaties een grote aanhang. In de 13e eeuw werd zijn naamdag vastgesteld op 6 december. Vanaf dat moment verspreidde zich de Nicolaasverering over heel Europa. Maarten Luther probeerde in 1535 in protestantse gebieden de viering af te schaffen. Toch bleef het gebruik ook in niet-katholieke gebieden gewoon bestaan.
De manier waarop Sint-Nicolaas aankomt, verschilt per individueel land. Wel is het bijna altijd in een of andere vorm van een processie van een heilige, zoals die bekend is uit het katholieke geloof.

## Franstalige gebieden

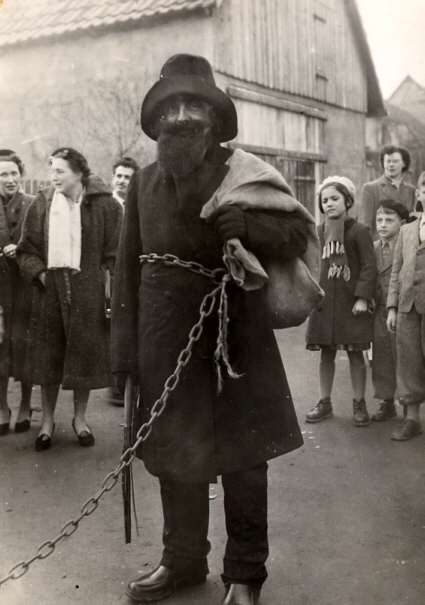
Père Fouettard (met zak en ketting), 1953

De hulp van 'Saint-Nicolas' in Frankrijk en Wallonië heet Père Fouettard (de zweepvader of ranselende vader) en is een roodharige man met een woeste rode baard en een grote mantel met hoofdkap. In Wallonie ziet Pere Fouettard er hetzelfde uit als de Nederlandse en Vlaamse Zwarte Piet. Père Fouettard heeft drie kinderen afgeslacht en Saint-Nicolas heeft deze kinderen weer tot leven gebracht, waarna Père Fouettard de hulp van Saint-Nicolas werd. Père Fouettard strafte stoute kinderen met de zweep (tegenwoordig geeft hij in dat geval een zweepje aan het kind). In het Noord-Franse Lotharingen wordt Sint-Nicolaasdag gevierd op 6 december. Sint-Nicolaas is de beschermheilige van deze streek.

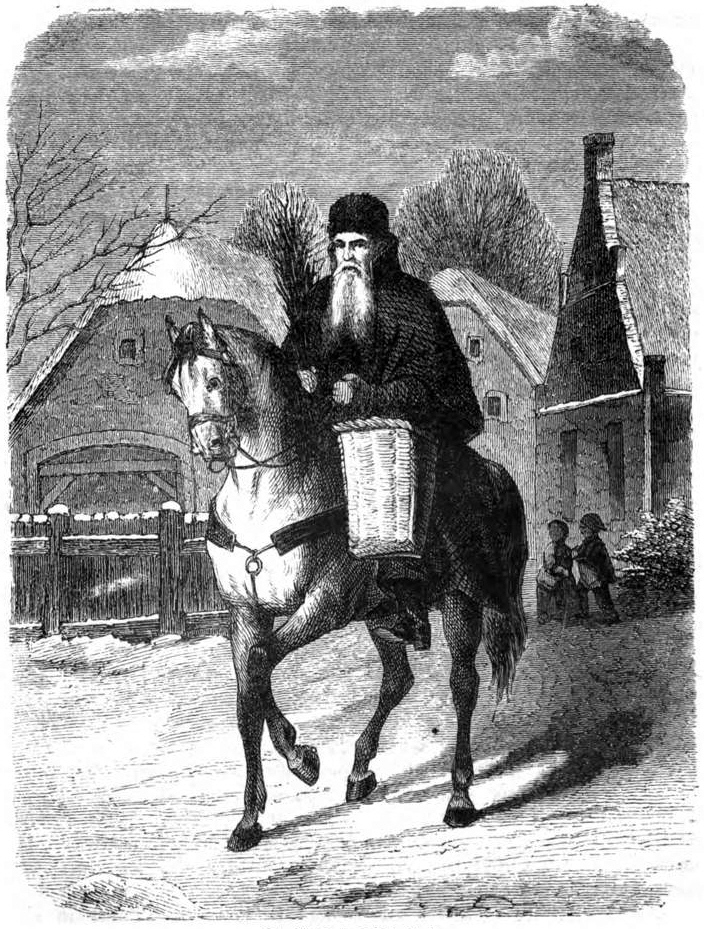
Sint-Nicolaas had in de 19e eeuw nog vaak de gestalte van goedheiligman én boeman (met roede) tegelijk, zoals hier in Oost-Friesland (Duitsland), 1863.

## Noord-Duitsland
In Oost-Friesland, graafschap Bentheim en de stad Bremen, gebieden die vanwege het gereformeerd protestantisme oude banden met Nederland hebben, vieren de kinderen op 6 december de dag van Sünnerklaas. In Bremen lopen de kinderen van winkel tot winkel, waarbij ze liedjes zingen en rijmpjes opzeggen. Daarvoor krijgen ze cadeautjes. Vroeger waren deze liedjes in het Nederduits, maar sinds de jaren zestig van de 20e eeuw verdween deze traditie en zongen ze voortaan in het Hoogduits. 
Ook in de gereformeerd-protestantse delen van Oost-Friesland wordt het kinderfeest gevierd; in Emden en Greetsiel komen de Sint en zijn Pieten per boot aan. In het aan Nederland grenzende Rheiderland richten de bakkers speciale etalages met snoepgoed in, een gebruik dat aan Nederlandse kant van de grens is verdwenen. In het vanouds Friestalige en katholieke Saterland wordt de Sint vergezeld door engelen. Vroeger werd het sinterklaasfeest ook gevierd in het lutherse Jeverland, in Butjadingen en op Helgoland, en verder in de katholieke districten Vechta en Cloppenburg.
In het door Nederlandse emigranten gestichte stadje Friedrichstadt in Sleeswijk-Holstein werd het feest tot in de 19e eeuw gevierd. Typerend was het verloten van speculaas, dat ook uit de Zaanstreek en Oost-Friesland bekend is. In Heidgraben, net ver van Hamburg, wordt het kinderfeest nog gevierd.
Op de Oost-Friese Waddeneilanden kende men tot in de 19e eeuw gemaskerde gestalten zoals op de Nederlandse Waddeneilanden, bijvoorbeeld de Klaasohms op Borkum en soortgelijke gebruiken op Helgoland. In Noord-Friesland kende men het Hulken op het eiland Amrum en het Rummelpottlaufen, zich verkleden en maskers dragen op Sylt en Föhr, maar dan in de tijd rond kerst en Nieuwjaar. Op Wangerooge was Sunnerklaus een verklede en gemaskerde persoon, die kleine kinderen op kerstavond schrik aanjoeg; in het nabijgelegen Jeverland werd hij - kennelijk naar Hoogduits voorbeeld - Knecht Ruprecht genoemd, in Dithmarschen Pulterklas, in Nedersaksen Bullerklas, in Mecklenburg Rauklas of Aschenklas, in Westfalen Klas Bur.

## Andere Duitstalige gebieden
In Zuid-Duitsland, met name in Schwaben, Franken en andere delen van Beieren, is het Siint-Nicolaasfeest wijd verbreid. In het Duitstalige deel van Zwitserland spreekt men van St. Nikolaus of Samichlaus of Santiglaus en zit hij op een ezel. De hulp heet Schmutzli. Er worden rijmpjes opgezegd in plaats van liedjes gezongen en hij komt niet uit Spanje, maar uit het bos. Tijdens het Klausjagen (Sinterklaas-jacht) in Küssnacht wordt St. Nikolaus begeleid door vier Schmutzlis, die  aan het publiek koekjes uitdelen. Het Klausjagen bevat verder zweepslagen, het luiden van koebellen en het blazen op koehoorns (zoals het ossenhoornblazen, boerhoornblazen of midwinterhoornblazen). Tijdens Chlauschlöpfen wordt gepoogd Sinterklaas wakker te maken en naar het dorp te laten komen en tijdens het Chlausjagen wordt een rondgang door het dorp gemaakt door zes Chlausen.
Pelznickel (pelzen betekent ranselen en Nickel komt van Nicolaas, ook wel Belschnickel, Belznickle, Pelznikel of Belznickel genoemd) draagt in zijn zak noten en fruit en deelt dit uit op 6 december. Ondeugende kinderen krijgen klompjes kool en/of een roe (soms in hun sok).
In Oostenrijk viert men de dag van Nicolo. Diens helpers heten krampussen en zien eruit als duivels.
In Luxemburg komt Kleeschen of Zinniklos uit de hemel en bezoekt met zijn duistere gezel (Houseker of Hǒséker) het land. De persoon die de Houseker speelt wordt uitgedost als een paard en meegevoerd aan een ketting. In andere gevallen rijdt hij op een paard of probeert als schimmelrijder te verschijnen. In weer een andere vorm is hij bekleed met stro en draagt hij de ketting zelf.

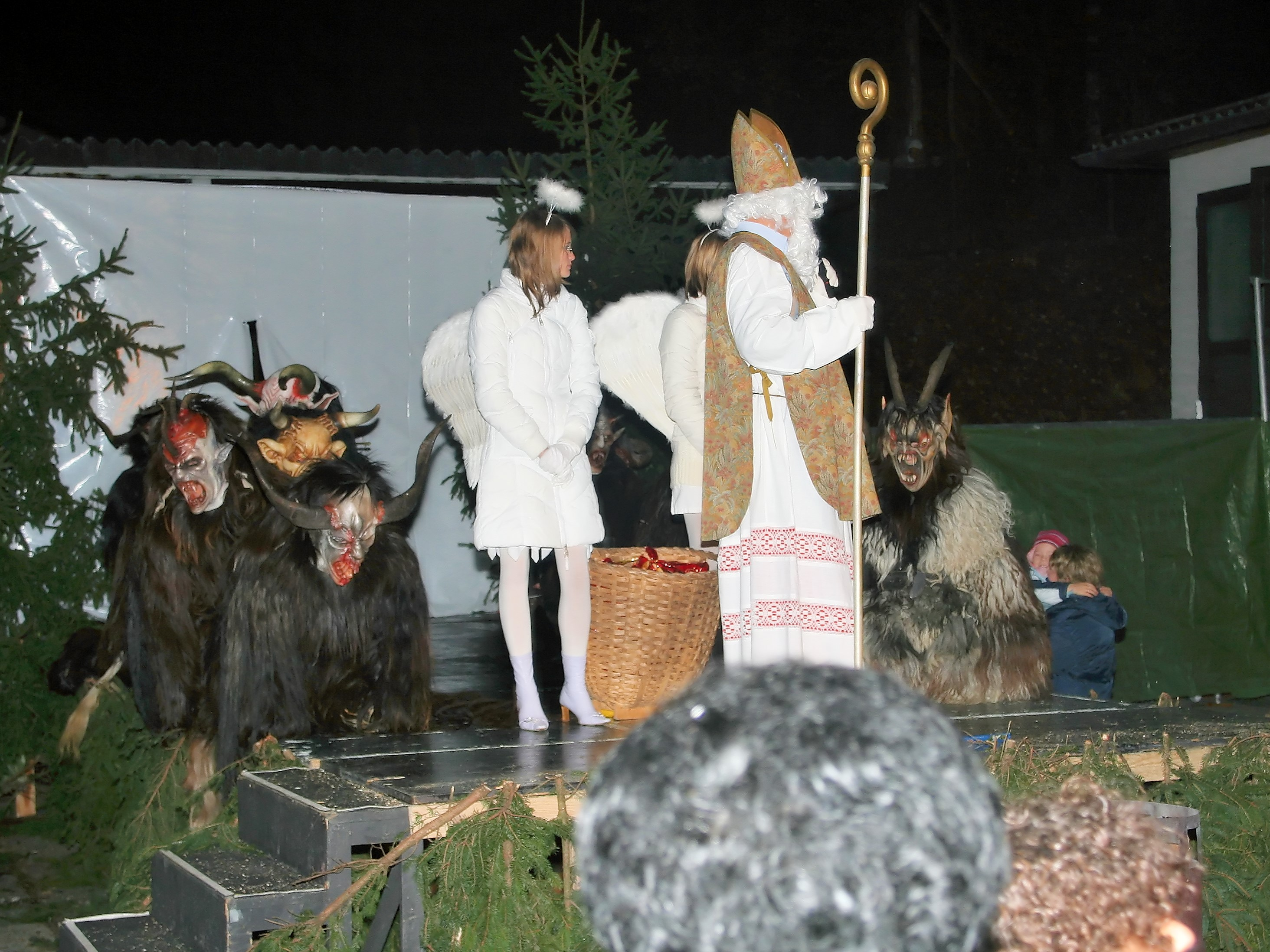
Uitbeelding van Nicolo in Salzburg (met krampussen en engel).
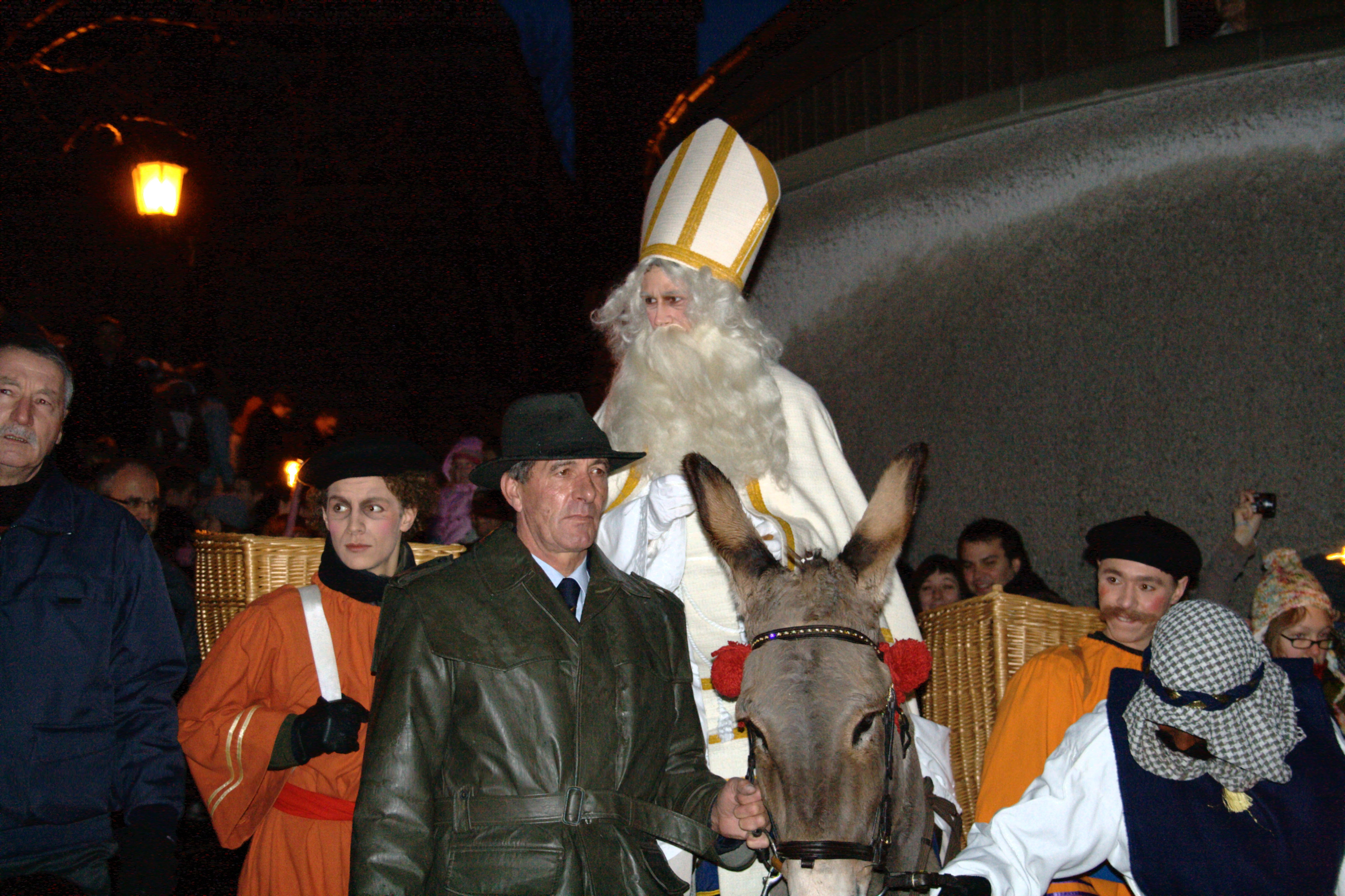
Traditionele rondrit door de stad Fribourg op een ezel; 6 december.
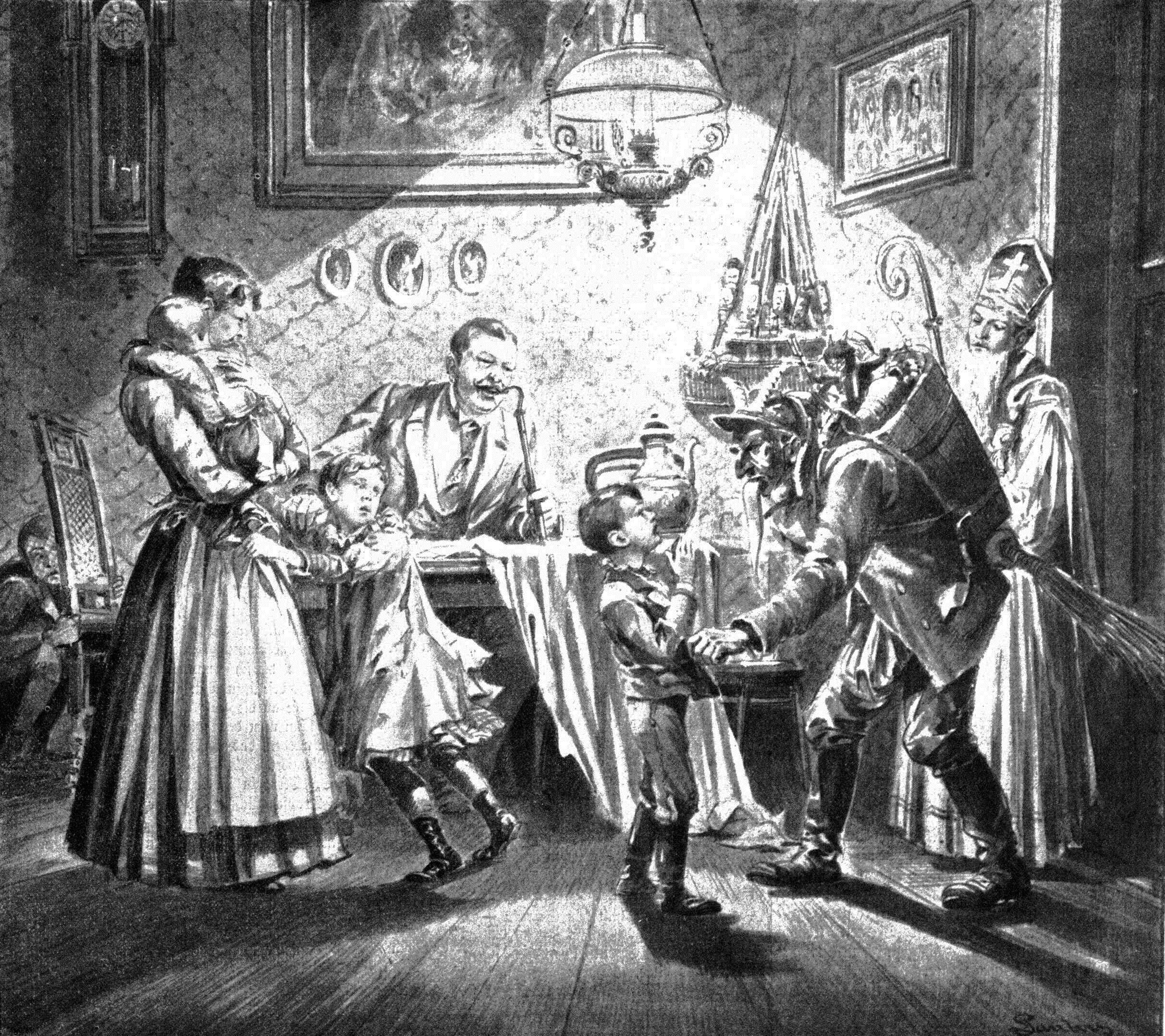
Nikolaus (met staf) en krampus (met zak en roe); 1896.
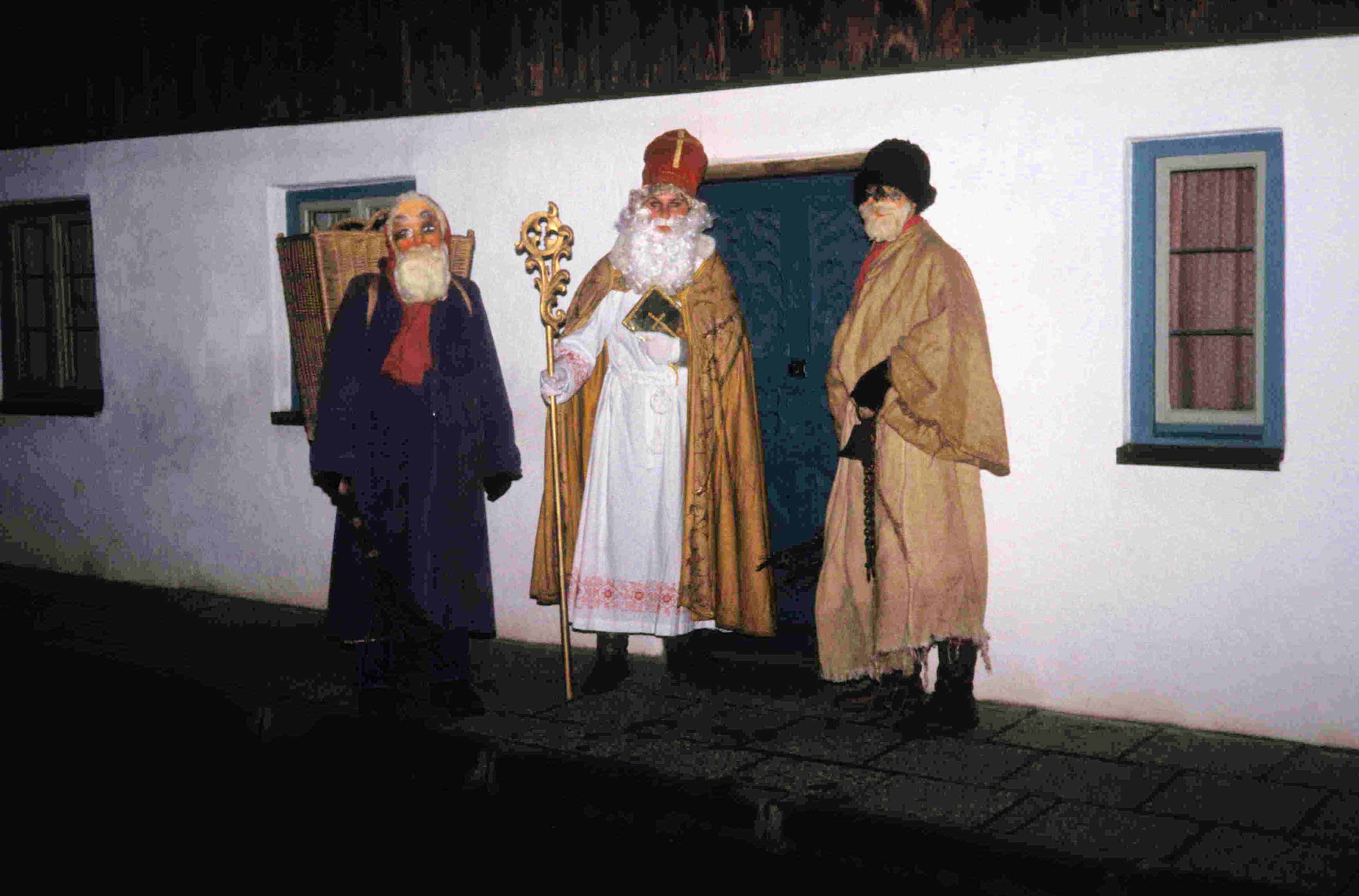
Nikolaus, Krampus en Knecht Ruprecht; 1986.
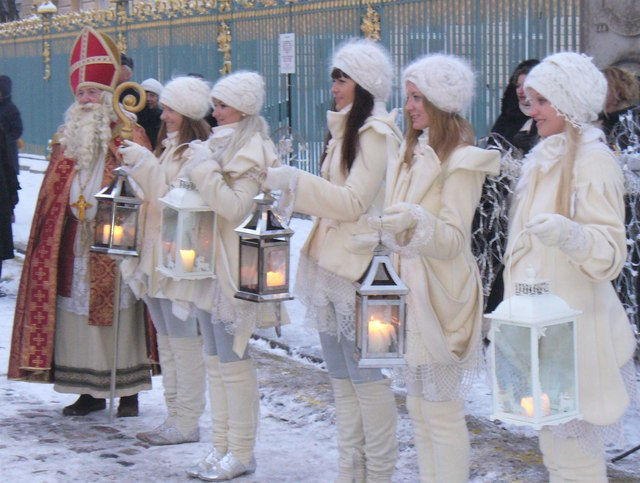
Nikolaus en engelen, 6 december 2012
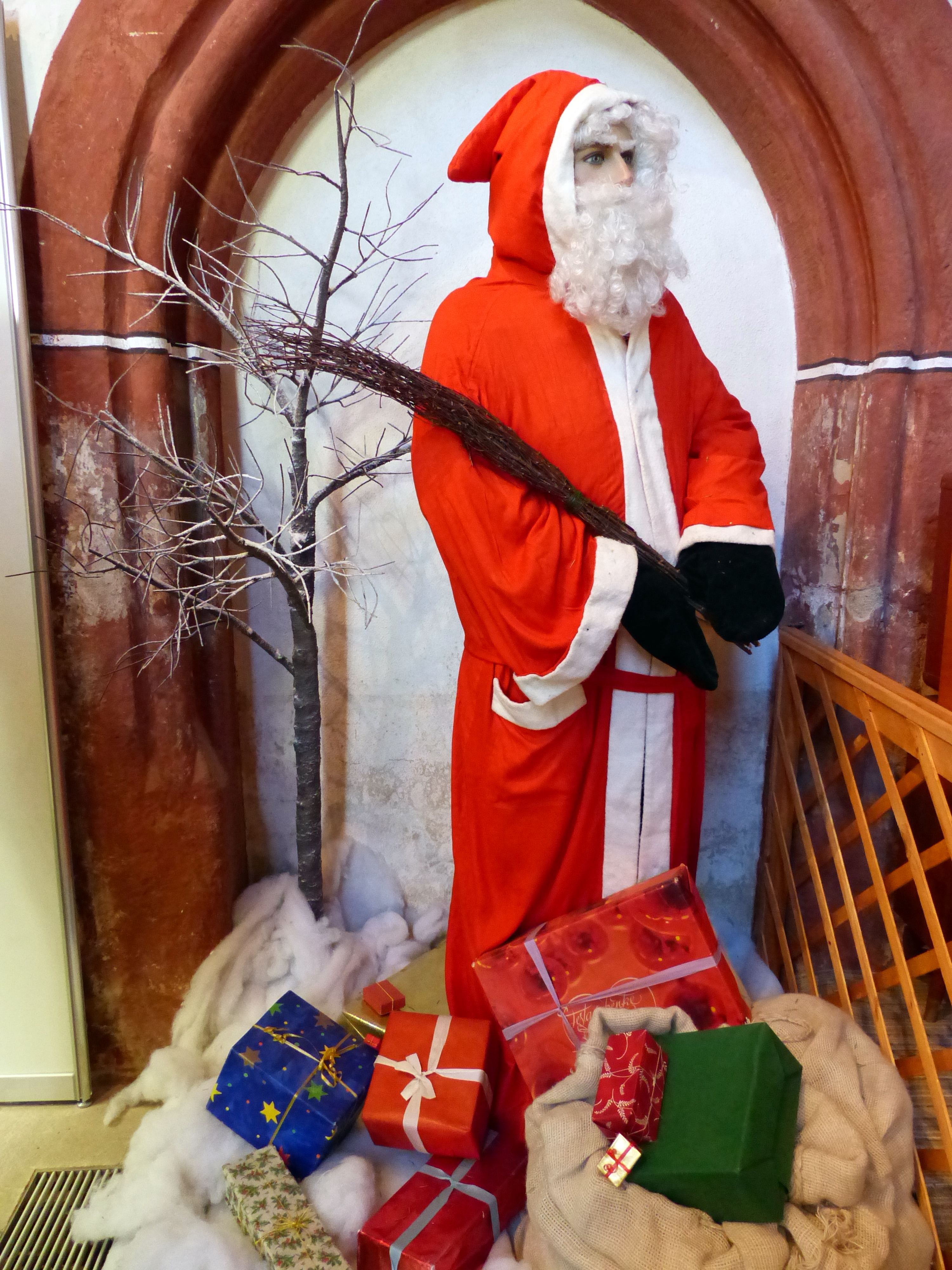
Weihnachtsmann met roede, Stadtmuseum Meißen

## Italië
De oudste intocht per boot is die van de Italiaanse stad Bari, die sinds 1087 − het jaar waarin de relicten van de heilige Nicolaas naar deze plaats werden overgebracht − jaarlijks plaatsvindt.
In het noorden van Italië is in sommige streken een traditie ontstaan die lijkt op het sinterklaasfeest zoals men dat kent in Nederland en België. Sint-Lucia brengt kinderen cadeaus in de nacht op 13 december, vergezeld van haar ezel en haar koetsier. Kinderen kunnen Sint-Lucia een verlanglijst schrijven en laten bij het naar bed gaan sinaasappels, koekjes en rode wijn voor de heilige achter, of hooi voor de ezel. De kinderen worden gemaand vroeg naar bed te gaan omdat de heilige anders as in hun ogen komt strooien, waardoor ze verblind kunnen raken. De volgende dag zoeken de kinderen hun cadeaus, die in het huis verstopt zijn.

## Oost-Europa
In Tsjechië verkleden kinderen zich in trio's als Sinterklaas, de duivel en een engel. Ze gaan dan op de avond van 5 december van deur tot deur om liedjes te zingen voor de bewoners. Hun beloning is snoepgoed.
In Rusland werden alle vormen van religie tijdens het communistische tijdperk onderdrukt. Zo verdween in de 20e eeuw ook Sinterklaas, om te worden vervangen door Ded Moroz (Grootvadertje Vorst), die langskomt op oudjaarsdag.

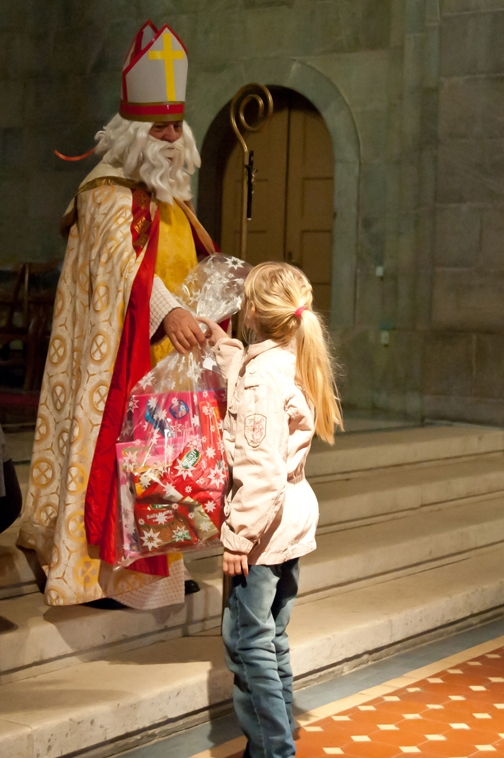
Nikola deelt cadeaus uit in Kroatië; 2011.
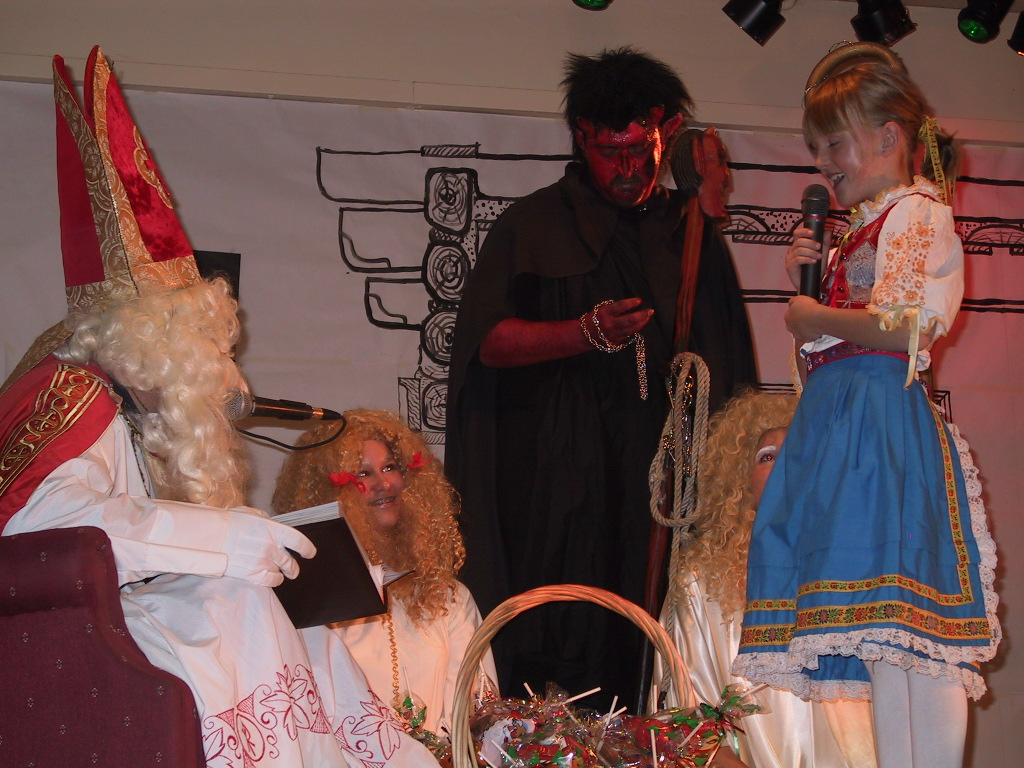
Sinterklaas met de duivel en engelen tijdens een viering van Slowaakse immigranten in Canada.
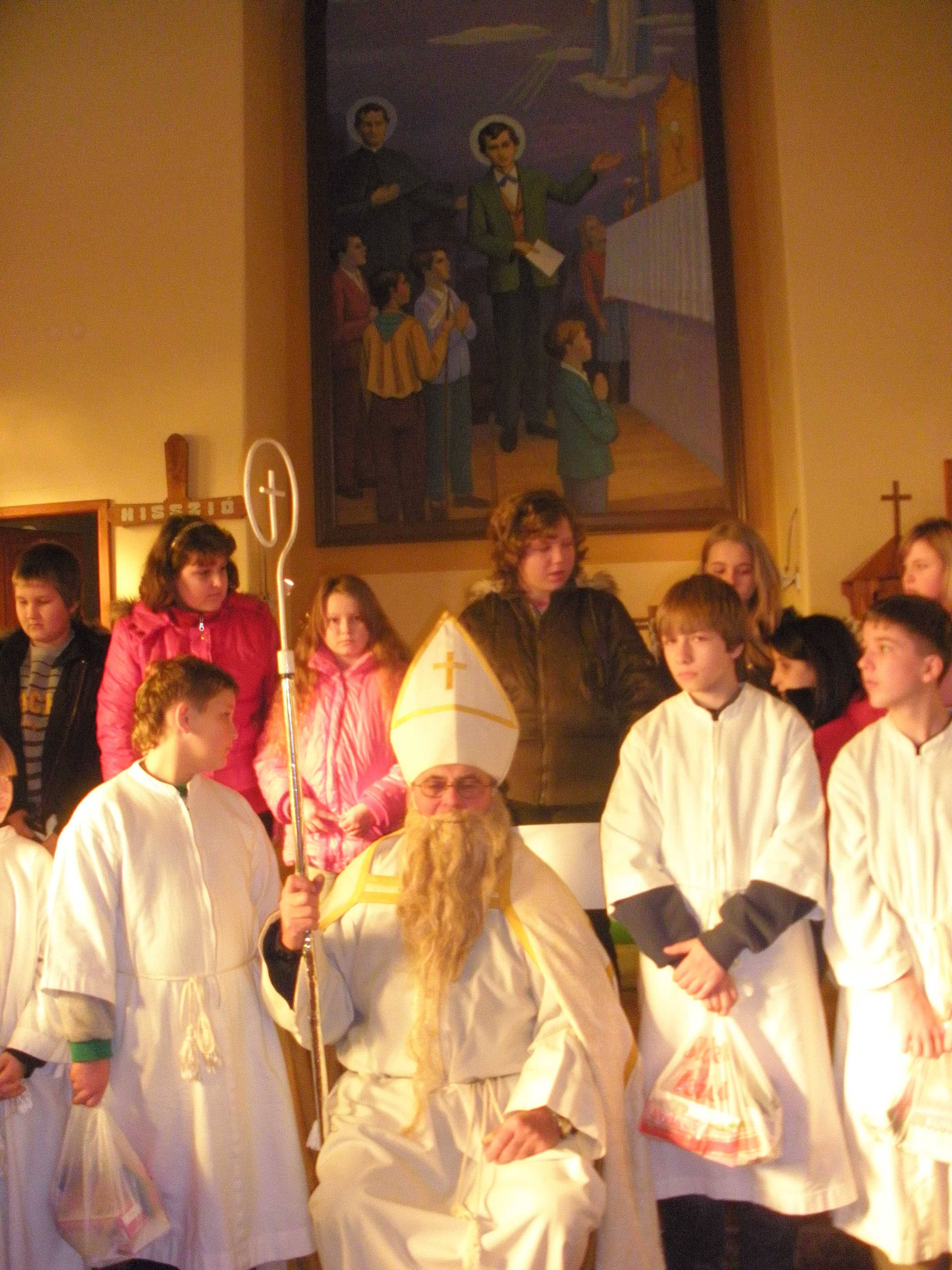
Mikulas, Servië; 5 december 2010.

## Germaanse en Noordse parallellen

Grýla en de Jólasveinar, stoute kinderen worden meegenomen in de zak.

Hoewel veel tradities teruggaan tot de heilige Nicolaas van Myra, zag men in de Romantiek ook parallellen met feesten en vereringen van voor de tijd van het christendom. Zo zag men - in navolging van de theorieën van Jacob Grimm - overeenkomsten van het rijden over de daken met de Noordse oppergod Odin, die deze kunst ook beheerste (zie ook Wilde Jacht en Schimmelrijder). Nicolaas' uiterlijk leek op het uiterlijk van Odin. Odin reed op een schimmel, de achtbenige Sleipnir, waarmee hij door de lucht vloog. 
Er bestaan geen historische documenten die een oorsprong in de Germaanse mythologie van het sinterklaasfeest aantonen. Karl Meisen verwierp − wegens het ontbreken van enig historisch bewijs − de oorsprong vanuit de Germaanse mythologie. Hij wees erop dat het sinterklaasfeest pas lang na de kerstening van de Germanen is ontstaan.
De overlevering van de verklaring van het sinterklaasfeest uit Germaanse gebruiken is ook beïnvloed door de nazitijd. Hoewel het sinterklaasfeest in Duitsland een kleine rol speelde, werd het net als andere traditionele feesten een onderdeel van de Groot-Germaanse propaganda. Ook in de niet-nationaalsocialistische pers verschenen al in jaren twintig en dertig artikelen die wezen naar een eventuele Germaanse oorsprong, maar voor de Nederlandse nationaalsocialistische volkskundigen stond die duiding van het sinterklaasfeest wel vast. De argumenten die daarvoor werden aangevoerd waren van hetzelfde kaliber als die van de pseudowetenschappelijke en propagandistische instituten Ahnenerbe en Amt Rosenberg.